# 어뮤즈월드
어뮤즈월드(Amuseworld)는 대한민국의 아케이드 게임 전문 제작회사였다.
1999년 4월 20일, 2000년 8월 31일, 어뮤즈월드로 상호를 바꿨다. EZ2DJ와 EZ2Dancer의 성공으로 유명해진 후 게임 포털 등 다양한 사업 분야에 손을 뻗었으나 모두 실패하여 2004년에 잠정적으로 청소년 게임 발매를 중단한 후 진돗개, 골든게이트 등 성인용 릴게임을 개발하였으나 바다이야기사태와 2001년 4월부터 있었던 코나미와의 소송이 결국 2007년 7월 8일 최종적으로 패소로 끝이 나면서 경영이 악화되어 2011년 12월 31일에 등록상으로 폐업한 상태이다.

## 발매
- EZ2DJ The 1st Tracks (1999년 4월 20일)
- EZ2DJ The 1st Tracks Special Edition (1999년 12월 15일)
- EZ2Dancer The 1st Move (2000년 8월 31일)
- EZ2DJ 2nd TraX It Rules Once Again (2000년 11월 1일)
- EZ2Dancer The 2nd Move (2001년 1월 17일)
- EZ2DJ 3rd TraX Absolute Pitch (2001년 9월 17일)
- EZ2DJ 4th TraX Over Mind (2002년 7월 28일)
- EZ2Dancer UK Move (2002년 11월)
- EZ2DJ MINI (2003년 7월 4일)
- EZ2DJ Platinum Limited Edition (2003년 9월 6일)
- EZ2Dancer UK Move Special Edition (2003년 10월)
- EZ2DJ SINGLE (2004년 3월 15일)
- EZ2DJ 6th TraX Self Evolution (2004년 8월 17일)
- EZ2Dancer Super China (2004년 9월)
- EZ2DJ MINI DUAL (2004년 12월 11일)
- EZ2Dancer The 2nd Move MINI (2006년 3월 3일)
- EZ2DJ 7th TraX Resistance (2007년 3월 14일)
- EZ2DJ 7th TraX Resistance Version 1.50 (2007년 12월 21일)
- EZ2DJ 7th TraX Resistance Version 2.00 (2008년 3월 4일)
- EZ2DJ 7th TraX Class R: Codename : Violet (2009년 3월 30일)
- EZ2DJ 7th TraX Bonus Edition (2010년 11월 9일)
- EZ2DJ 7th TraX Bonus Edition Revision A (2011년 2월 21일)

## 같이 보기
- EZ2DJ
- EZ2Dancer